# Дус-Даг (гора)
Дус-Даг (тув. Дус-Даг — «Соляная гора») — гора в Овюрского кожууне Республики Тыва. Расположена на левом берегу реки Торгалыг. Абсолютная высота 1809 метров. Параллельно Дус-Дагу идет горная гряда Оргу-Даг. Между ними тянется узкая долина по которой идет дорога от поселка Торгалыг до Дус-Дагского карьера протяжённостью 14 километров.

## История
Среди сокровищ, хранящихся в недрах Тувы, не последнее место занимает месторождение каменной соли в Овюрском районе. Здесь, в долине реки Торгалыг, в 14 километрах от села Дус-Даг находится гора, давшая название селу. Дус-Даг, или «Соляная гора», известна местному населению с глубокой древности. Согласно историческим источникам, ещё в тринадцатом-четырнадцатом веках месторождение разрабатывалось китайскими промышленниками и торговцами. По предварительной оценке, запасы каменной соли Дус-Дага составляют более 120 миллионов тонн. Этого количества хватило бы, чтобы обеспечивать солью все население бывшего Советского Союза в течение двадцати лет. Месторождение также содержит сильвинит — сырье для получения хлористого калия, минерального удобрения. В советские времена на месторождении работал карьер, входивший в состав угольного разреза «Каа-Хемский». Соль добывалась открытым способом в объёме около 25 тысяч тон в год. В постперестроечный период месторождение несколько раз меняло собственников, добыча соли стала быстро падать, пока совсем не сошла на нет.

## Соляной карьер Дус-Даг
Единственное на данный момент промышленное месторождение поваренной соли в Республики Тыва. Добывать на нем соль ещё начали в XIII—XIV веках. Соль везли в Китай, в города Кянь-чжоу и Илан чжоу через перевалы в верховьях Элегеста и Торгалыг.
У юго-восточной окраины горы добывают соль (ОАО «Соляной карьер „Дус-Даг“»). Соль добывается открытым способом, около 25 тысяч тонн в год. Месторождение простирается на 900 метров при мощности пласта 320 метров. Его общие предварительные запасы 122 млн тонн. Соль развозится на продажу по республике и за её пределами; в основном она используется тувинскими животноводами как кормовая. Также местные мастера делают из соли сувениры.
В окрестностях горы — село Дус-Даг.